# Madrase di Tunisi

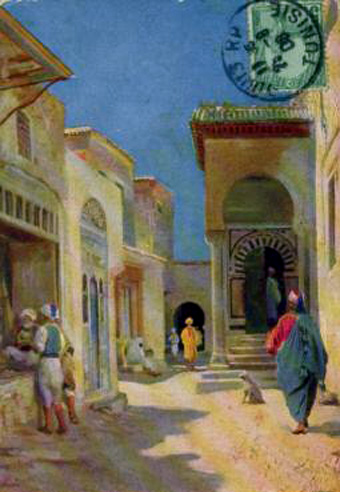
L'immagine di una madrasa del XVIII secolo

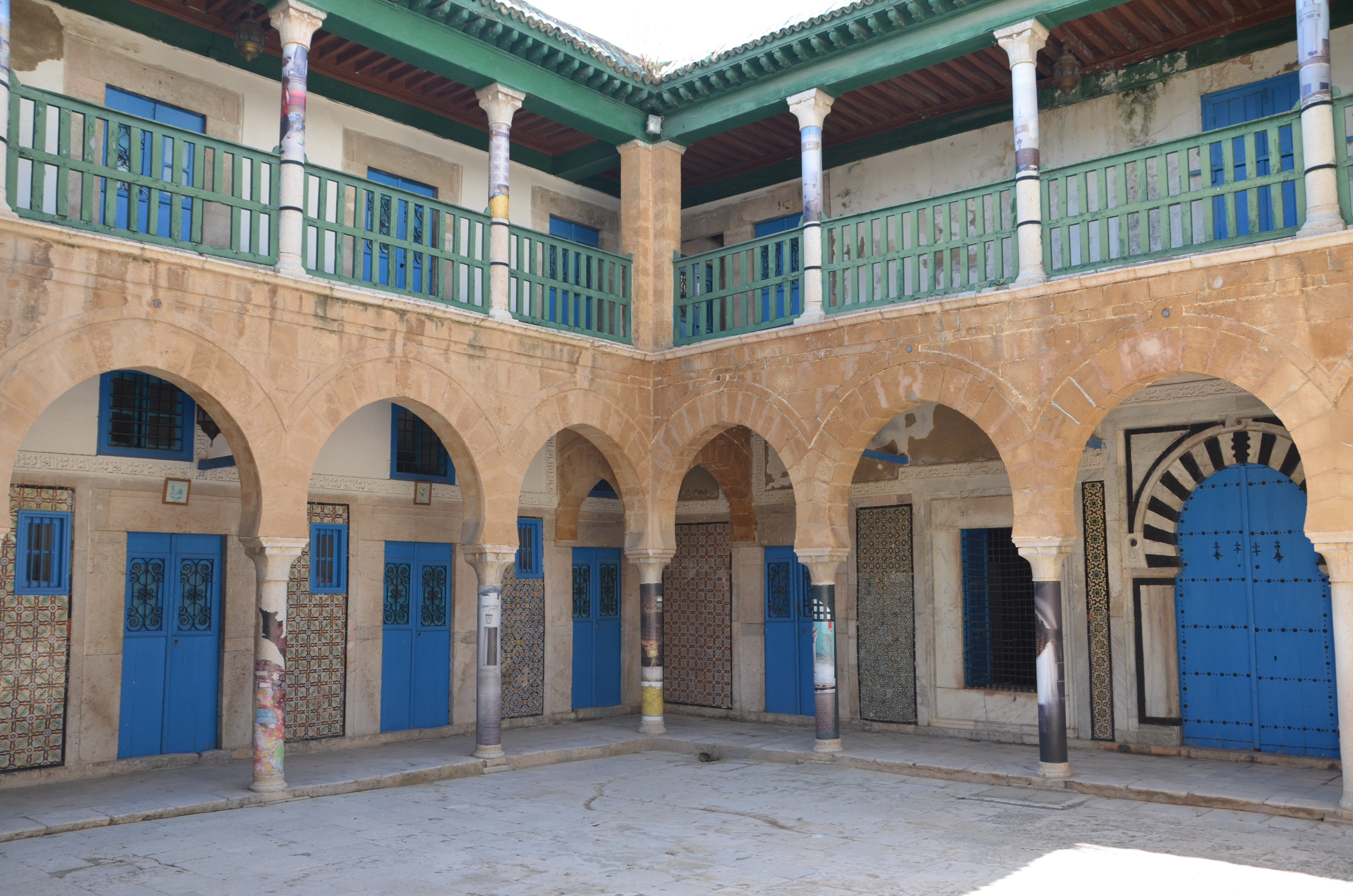
Corte madrasa Mouradia

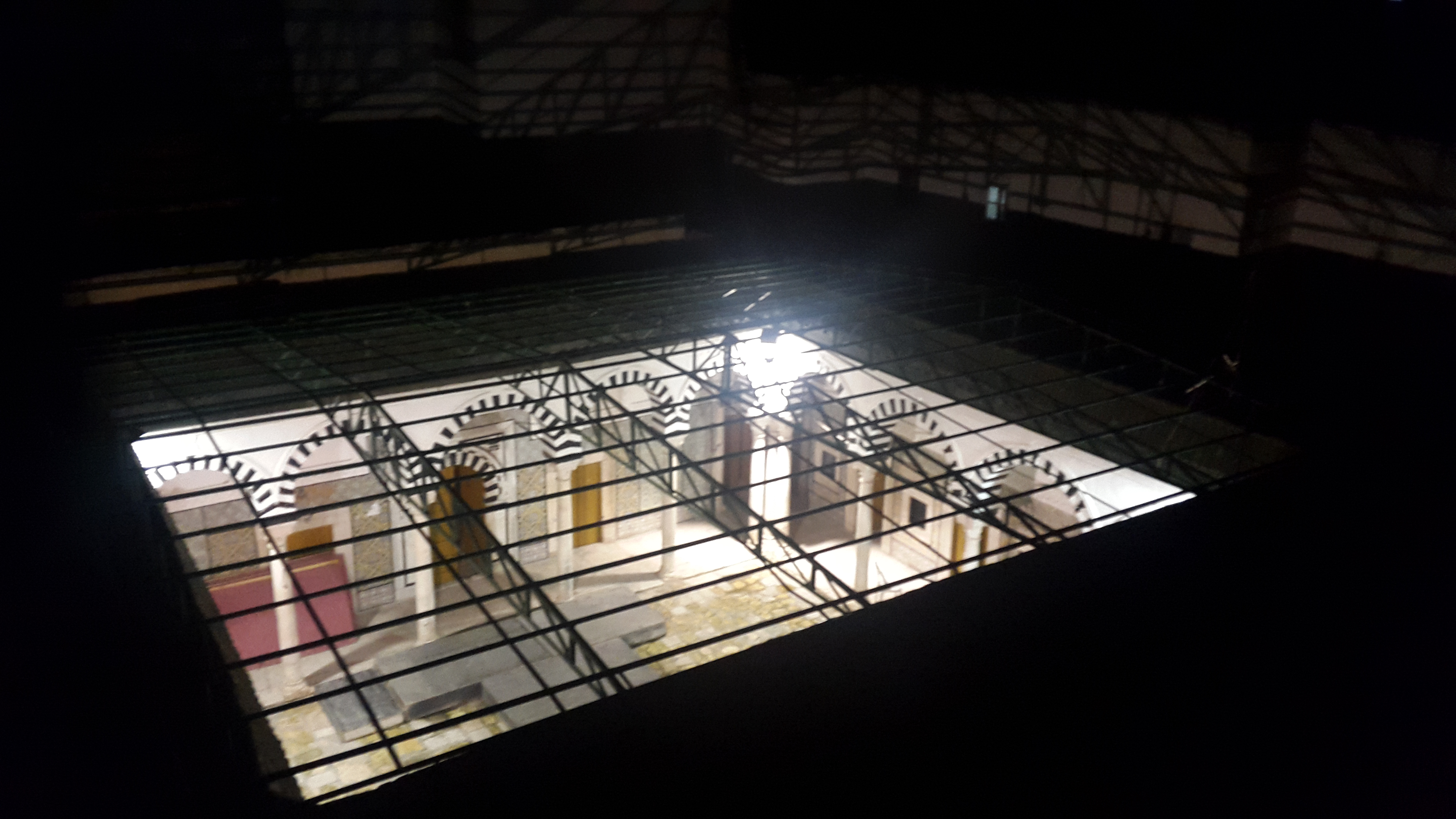
Patio del Medresa Bir Lahjar

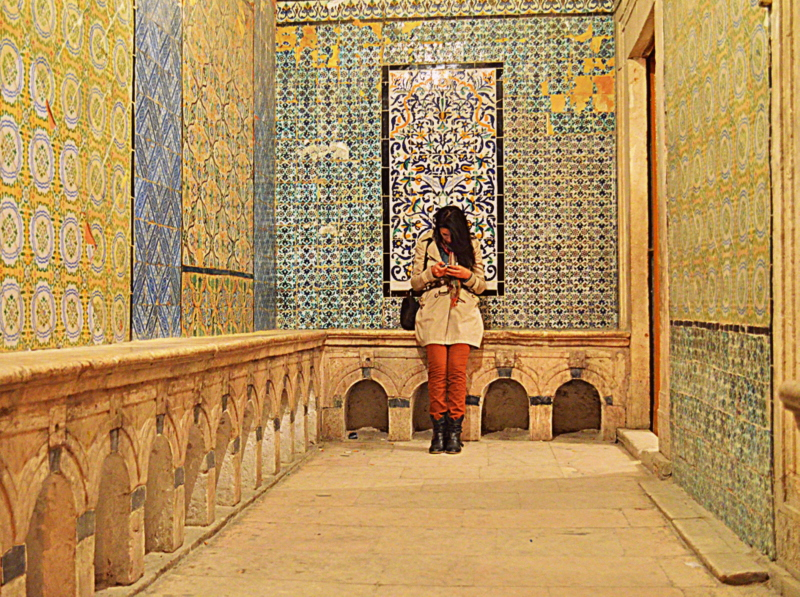
L'ingresso al lahjar Medresa Bir

Le madrase di Tunisi furono costruite all'interno della medina sotto la dinastia hafside.

## Storia
Il progetto originario prevedeva la costruzione di scuole per l'istruzione dei funzionari dello Stato. A partire dal ventesimo secolo ospitano gli studenti dell'università Ez-Zitouna.

## Lista
- Madrasa Al Habibia Al Kubra
- Madrasa Al Habibia Al Sughra
- Madrasa Al Husseiniya Al Kubra
- Madrasa Al Husseiniya Al Sughra
- Madrasa Al Jassoussia
- Madrasa Al Khaldounia
- Madrasa Asfouria
- Madrasa Andaloussiya
- Madrasa Ben Tafrakin
- Madrasa Bir Lahjar
- Madrasa El Jemaa Al Jedid
- Madrasa Ech Chamaiya
- Madrasa El Achouria
- Madrasa El Bachia
- Madrasa El Maghribia
- Madrasa El Mountaciriya
- Madrasa El Mtaychia
- Madrasa El Tawfikia
- Madrasa El Unqiya
- Madrasa El Yusefiya
- Madrasa Ennakhla
- Madrasa Hamzia
- Madrasa Hwanit Achour
- Madrasa Marjania
- Madrasa Mouradiyya
- Madrasa Salhia
- Madrasa Saheb Ettabaâ
- Madrasa Slimania